# Ethan Santos
Ethan James Santos (sinh ngày 22 tháng 12 năm 1998) là một cầu thủ bóng đá Gibraltar, người hiện đang thi đấu ở vị trí trung vệ cho câu lạc bộ Lynx (cho mượn từ Manchester 62), và Đội tuyển bóng đá quốc gia Gibraltar.

## Sự nghiệp thi đấu quốc tế
Santos ra mắt quốc tế cho Gibraltar vào ngày 27 tháng 3 năm 2021 trong trận đấu thuộc khuôn khổ Vòng loại Giải vô địch bóng đá thế giới 2022 gặp Montenegro.

## Thống kê sự nghiệp

### Quốc tế
Tính đến 26 tháng 3 năm 2022
| Gibraltar | Gibraltar | Gibraltar |
| Năm       | Trận      | Bàn thắng |
| --------- | --------- | --------- |
| 2021      | 3         | 0         |
| 2022      | 1         | 0         |
| Tổng cộng | 4         | 0         |